# Скубиц, Нейц
Нейц Скубиц (словен. Nejc Skubic, род. 13 июня 1989[…], Любляна) — словенский футболист, защитник. Выступал за сборную Словении.

## Карьера игрока
Воспитанник люблянского «Интерблока». Выступал в его составе с 2007 по 2011 годы, проведя год в аренде в составе «Дравы», в составе «картёжников» дважды становился обладателем кубка Словении. В 2011 году перешёл в румынский «Оцелул», подписав контракт на полгода. В 2012 году вернулся в Словению, перешёл в «Домжале».

## Международная карьера
23 марта 2016 года в товарищеском матче против сборной Северной Македонии Скубиц дебютировал в составе национальной сборной Словении. 16 октября в поединке против сборной Кипра в рамках розыгрыша Лиги наций УЕФА Нейц забил первый гол за сборную (ничья (1:1). Всего сыграл 23 матча за сборную.